# Улица Тозе Марковића (Сомбор)
| Улица Тозе Марковића | Улица Тозе Марковића                                           |
| -------------------- | -------------------------------------------------------------- |
|                      |                                                                |
| Почетак              | Раскрсница улица Венац Радомира Путника и Венац Петра Бојовића |
| Крај                 | Улица Матије Гупца                                             |
| Дужина               | око 355 m                                                      |
| Ширина               | 5 до 6 m                                                       |
| Створена             |                                                                |
| Названа              |                                                                |
| Стари називи         | Витешка, Николе Пашића                                         |
|                      |                                                                |
|                      |                                                                |
| Поглед на улицу      |                                                                |

Улица Тозе Марковића је једна од најстаријих градских улица у Сомбору, седишту Западнобачког управног округа. Протеже се правцем који повезује раскрсницу на којој се спајају Венац Радомира Путника и Венац Петра Бојовића, и на другој страни Улицу Матије Гупца. Дужина улице је око 355 м.

## Улице у Сомбору
Почетком 20. века (1907) Сомбор је био подељен на пет градских квартова (Унутрашња варош, Горња варош, Црвенка, Млаке или Банат и Селенча) и било је 130 улица. Данас у Сомбору има око 330 улица.
Некада квартови, данас Месне заједнице, којих на подручју Града Сомбора има 22. Сам Град има 7 месних заједница (Црвенка, Горња Варош, Млаке, Нова Селенча, Селенча, Стара Селенча и Венац), док су осталих 15 у осталим насељеним местима.
Улица Тозе Марковића припада Месној заједници Горња Варош коју чини 108 улица, и која се налази се у северозападном делу града.

## Назив улице
Улица је у прошлости носила назив Витешка, затим Николе Пашића. Након Другог светског рата улице су у гардовима добијале потпуно нова имена, најчешће револуционара и партизанских хероја, или појмова и места везаних за антифашистичку борбу, па је тако улица добила име по Този Марковићу.
- Светозар Тоза Марковић (1913 — 1943) био је комунистички револуционар, учесник Народноослободилачке борбе и народни херој Југославије.[6]

## Суседне улице
- Венац Радомира Путника
- Венац Петра Бојовића
- Сувајска
- Марије Бурсаћ

## Улицом Тозе Марковића
Улица Тозе Марковић је улица у којој се углавном налазе стамбене куће и зграде новије градње, неколико продајних објеката и фирми. 

### Значајније институције и објекти у улици
Тренутно се у улици налази седиште неколико фирми:
- Мото Сервис БМС, на броју 27
- Фарбара Тен, на броју 2А
- Конструктпројект доо, на броју 2Б
- Тритон - продавница риболовачке опреме, на броју 5

## Галерија
- Фарбара ТЕН
- Поглед на улицу